# Canódromo

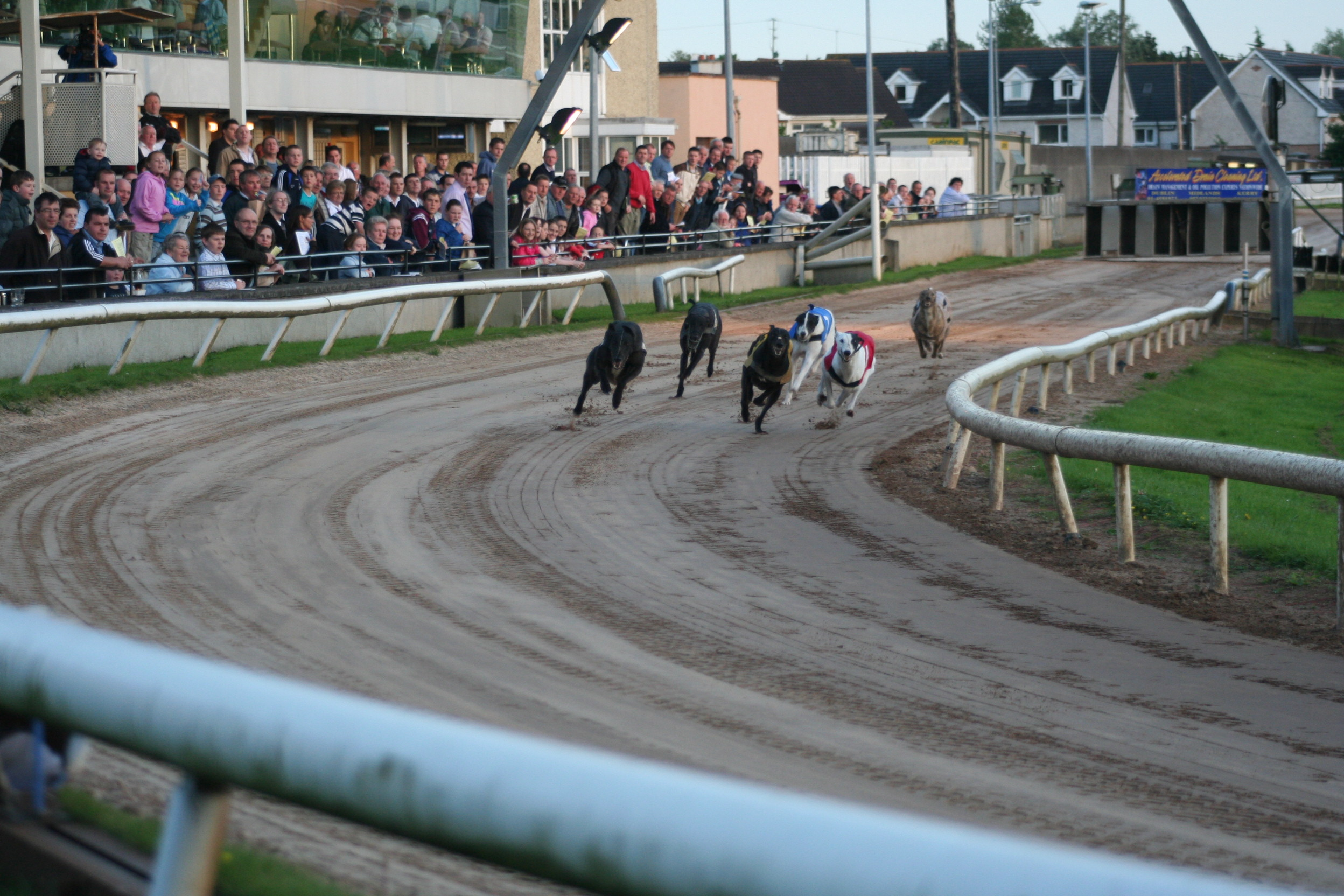
Canódromo de Mullingar, Irlanda

Un canódromo es un circuito en el que se celebran carreras de galgos. En ellas se practica por parte de los perros, la persecución a un señuelo que suele ser una liebre mecánica.
Hay diversos tipos de carreras que se pueden resumir en dos: 
1. carreras en abierto, que se practican al aire libre.
2. cubiertas que se desarrollan en un recinto cerrado. 
La carrera en abierto es la modalidad más competitiva siendo un tipo de competición muy seguida al estar dotada de numerosos premios. Tal es el caso de la Waterloo cup. Los perros corren de dos en dos, unidos por sorteo y se procede por eliminación. Ambos galgos están atados a una correa detrás de unas trampillas hasta que se libera una falsa liebre que se mueve con una ventaja inicial de 30 a 40 metros. Se llama sliper a la persona que abre las jaulas de los perros para la salida. Un juez determina cuál de los dos perros es el más rápido. En el 80 % de los casos, la liebre sale indemne de la carrera.
La competición llamada a veces carreras de caballos de los pobres, fue durante mucho tiempo una carrera privada. La pista tiene forma cilíndrica y se llama canódromo; existen un centenar en Francia, y también se realizan competiciones internacionales. Rodeada de balaustradas y de gradas, la pista posee en el centro una estructura metálica, la cuerda,a lo largo de la cual discurre un raíl. Este permite accionar una liebre mecánica que los galgos deben perseguir durante diferentes distancias, de 280 a 700 m como máximo para la raza de galgos ingleses. Los perros van vestidos con una prenda ligera de color vivo en la que destaca un número bien visible. Actualmente, se les amordaza para evitar posibles enfrentamientos. En el momento de la salida están posicionados en una jaula cerrada y el juez puede, para equilibrar las carreras, crear penalizaciones en las distancias. Las carreras de galgos son tradicionalmente motivo de numerosas apuestas.